# Feldschuh

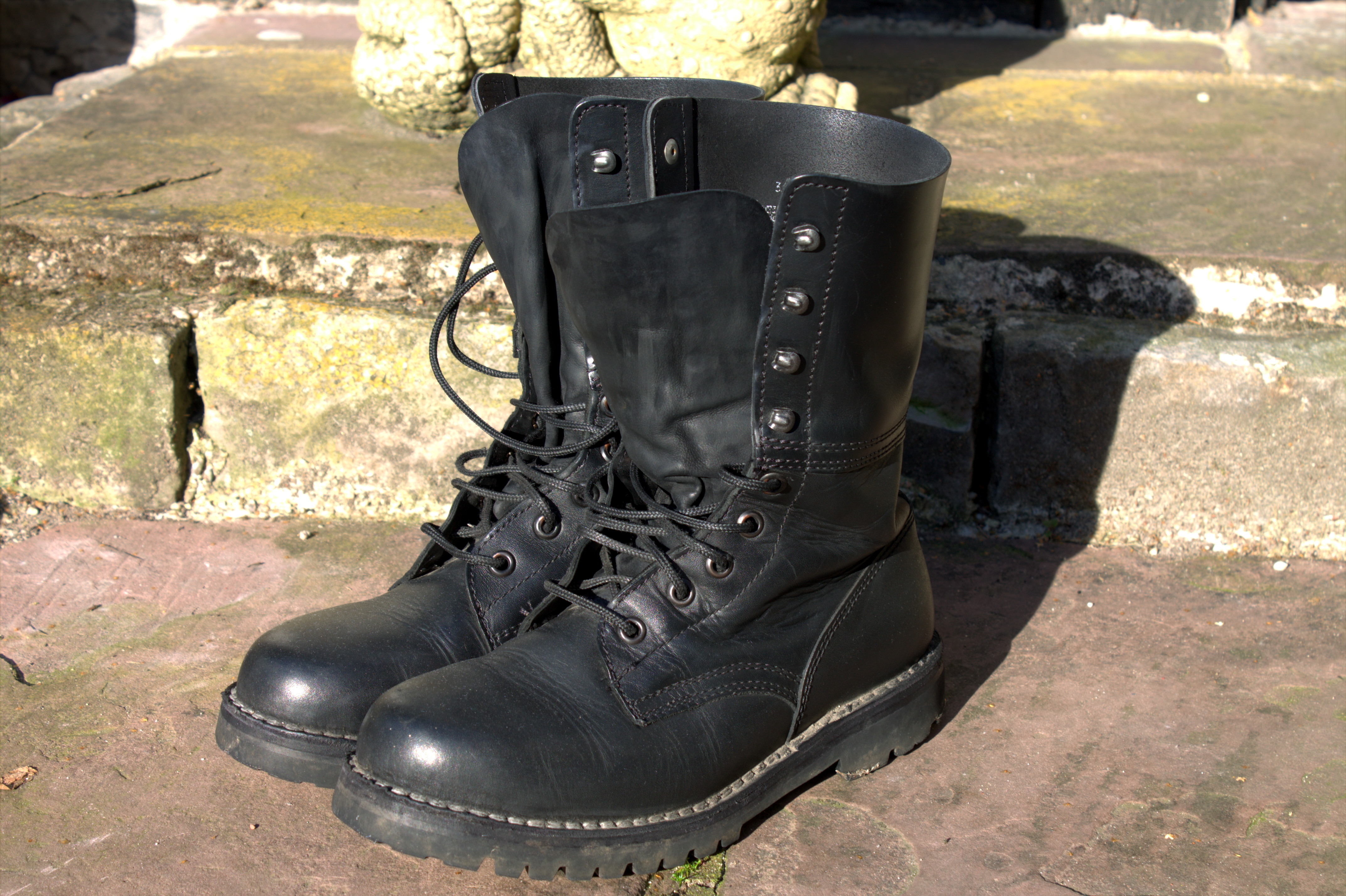
Feldschuhe leicht („Einser-Bock“)

Als Feldschuhe bezeichnet man das Schuhwerk der Soldaten des österreichischen Bundesheeres. Zur Ausrüstung des Soldaten gehören jeweils zwei unterschiedliche Paar Feldschuhe: Die Feldschuhe leicht („Einser-Bock“) sind wadenhohe Schnürstiefel mit geringem Gewicht aus pflegeleichtem Leder mit aufgeklebter Formsohle und eignen sich für die warme Jahreszeit, Exerzierdienst und den Einsatz in einfachem Gelände. Außerdem gibt es Segeltuchschuhe in grün, schwarz, braun und blau, bei denen der Lederanteil durch Segeltuchstoff ersetzt wurde. Feldschuhe schwer („Zweier-Bock“) haben dagegen eine vernähte Zunge und eine tiefere Profilgummisohle und sind für den Winter (ältere Modelle auch für den militärischen Schilauf) und den Einsatz in schwierigerem Gelände vorgesehen. Sie werden aus kombiniert gegerbtem wärmehaltendem Leder von Hand genäht. Neben der militärischen Verwendung werden die Feldschuhe leicht und schwer unter anderem auch bei der Polizei, einigen privaten Sicherheitsdiensten und manchen Feuerwehren getragen.
Bei der deutschen Bundeswehr ist der Kampfstiefel die Entsprechung.